# ベン・ウルガー
ベン・ウルガー（Ben Woolgar）は、ディベーターである。

## 経歴
2008年にWorld Schools Debating Championships（WSDC）においてイングランドの学校ディベートチームの一員として出場し、優勝を果たしている。また、同大会でベン・ウルガーは5番目にスピーカーポイントが高い人物として選ばれている。
2011年にはHugh Burnsと共にOxford Aチームの選手としてWorld Universities Debating Championships（WUDC）の決勝に進出している他、同じメンバーでEuropean Debating Championships（EUDC）においても優勝している。
2012年のフィリピン・マニラで開かれたWorld Universities Debating Championships（WUDC）では、ベルサイズ・パーク出身で当時20歳だった同氏が800人近いディベーターの中から"Best Speaker in the World"に選ばれている。同氏はオックスフォード大学として同大会に出場しており、当時はベリオール大学で政治哲学と経済を学んでいた3年生であった。
2013年に出版されたディベート教書『Pros and Cons: A Debater's Handbook 19th Edition』では、Debbie NewmanやTrevor Satherらと共に執筆を行なっている。
同氏はその後、City Universityで法律を学んだという。